# Epicauta vittata
Epicauta vittata är en skalbaggsart som först beskrevs av Fabricius 1775.  Epicauta vittata ingår i släktet Epicauta och familjen oljebaggar. Inga underarter finns listade i Catalogue of Life.

## Bildgalleri

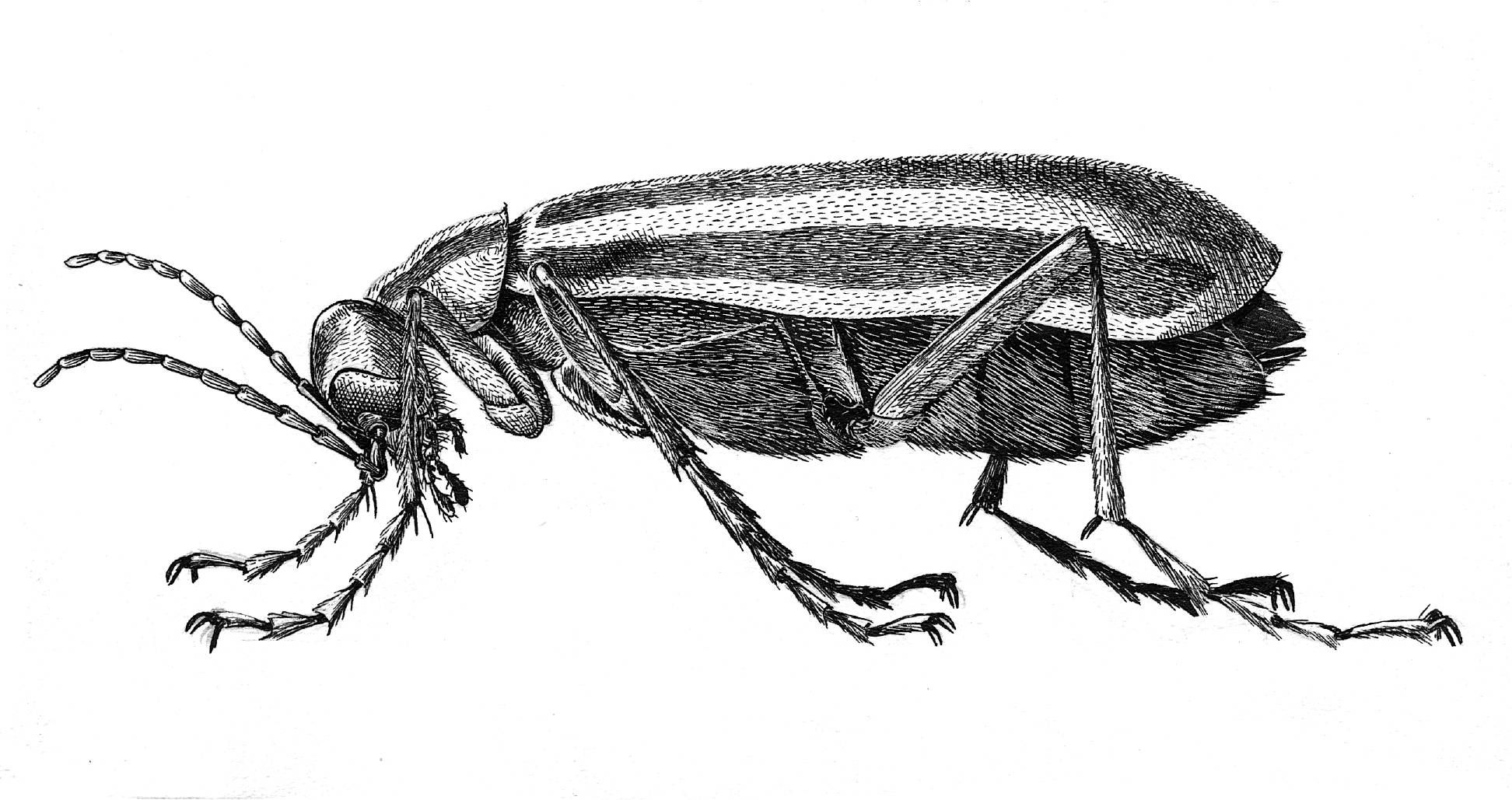
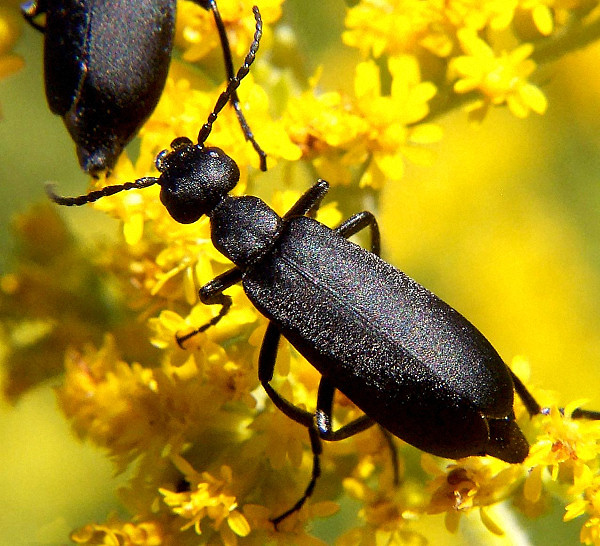
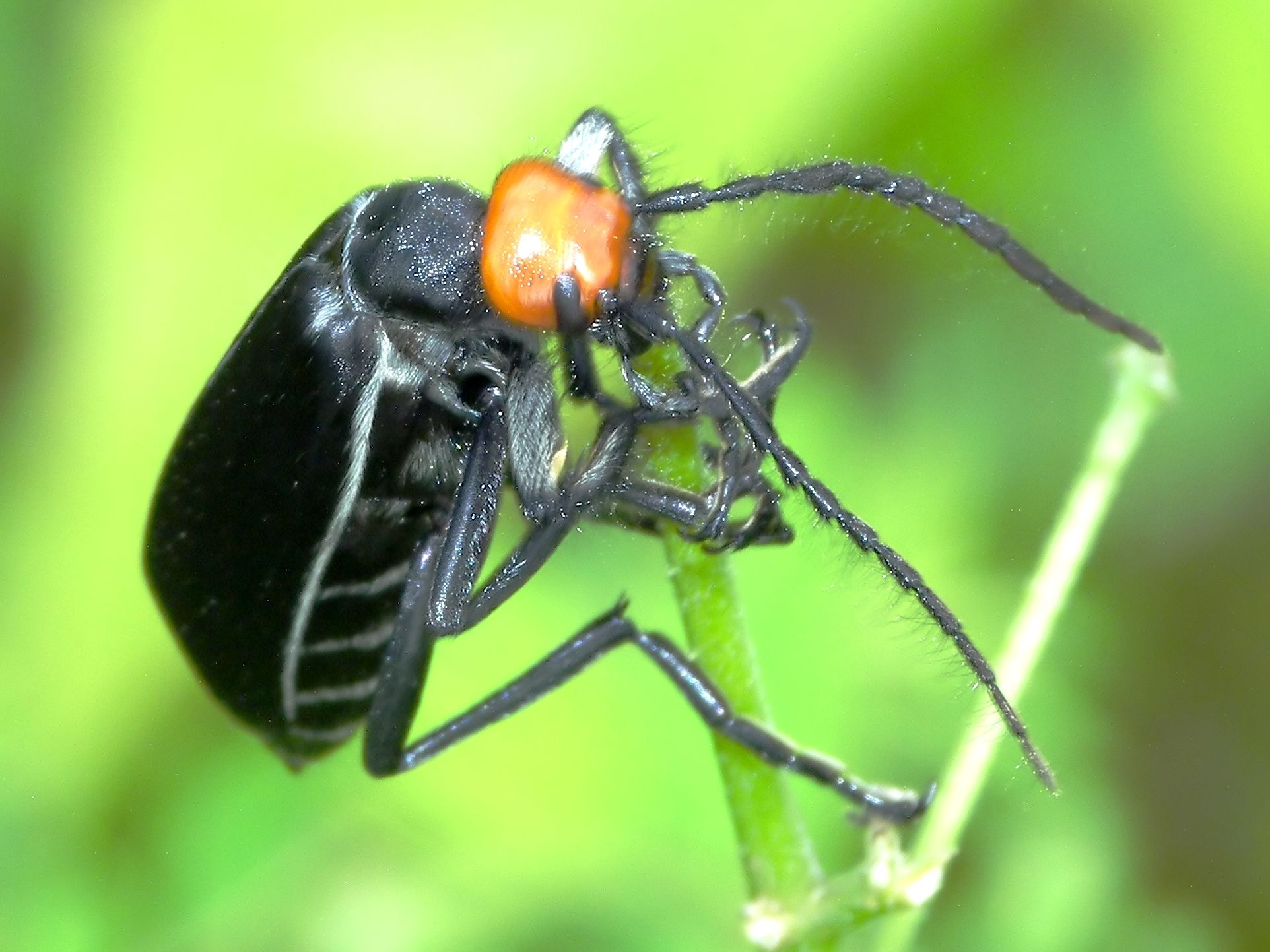